# Југославија на избору за Песму Евровизије 1982.
Југославија је учествовала на Песми Евровизије 1982. са песмом „Хало, хало“ у извођењу Аске.

### Југовизија 1982.
Југовизија 1982. одржана је 12. марта 1982. у ТВ студију у Љубљани. Водитељ емисије био је Миша Молк. Победника националног финала бирало је 6 државних и 2 жирија аутономне области.
| Драв | ТВ станице | Уметник                | Сонг                       | Бодова | Место |
| ---- | ---------- | ---------------------- | -------------------------- | ------ | ----- |
| 1    | ТВЗг       | Нови фосили            | "Викенд тата, викенд мама" | 53     | 4     |
| 2    | ТВЗг       | Сребрна крила          | "Јулија и Ромео"           | 53     | 4     |
| 3    | ТВТг       | Макадам                | "Балерина"                 | 34     | 7тх   |
| 4    | ТВСа       | Сеид Мемић Вајта       | "Не заборави ме"           | 54     | 3рд   |
| 5    | ТВПр       | Газменд Паласка        | "Кујтими пер ти"           | 1      | 16    |
| 6    | ТВСк       | Марјана и Росана Савић | "молци, молци"             | 11     | 12тх  |
| 7    | ТВБг       | Аска                   | "Хало хало"                | 60     | 1ст   |
| 8    | ТВСа       | Индекси                | "То се тражи"              | 24     | 9     |
| 9    | ТВТг       | Срђан Марјановић       | "Пољуби ме"                | 15     | 11    |
| 10   | ТВЉ        | Оливер Антауер         | "Ирена"                    | 9      | 13    |
| 11   | ТВПр       | Бедри Ислами           | "Брегу ендертар"           | 2      | 15    |
| 12   | ТВЉ        | Хазард                 | "Бистро"                   | 20     | 10    |
| 13   | ТВНС       | Бата Нонин             | "Ја те разумем"            | 3      | 14    |
| 14   | ТВБг       | Ким                    | "Све и свашта"             | 32     | 8тх   |
| 15   | ТВСк       | Маја Оџаклијевска      | "Јулија"                   | 57     | 2нд   |
| 16   | ТВНС       | Сунчеве пеге           | "Ноћ је створена за плес"  | 36     | 6     |

## На Евровизији
Југославија је на крају гласања добила је 21 бод, заузимајући 14. место од 18 земаља.
Аскин лош резултат изазвао је велике критике југословенских медија.